# Dowrat
Dowrat (hebräisch דָּבְרַת Dovrat, englisch Dovrat) ist ein Kibbuz in der Jesreelebene im Norden Israels, der in der Nähe von Afula liegt. 2018 zählte der am 30. Oktober 1946 gegründete Ort 439 Einwohner.

## Geschichte
Der neue Kibbuz wurde nach dem benachbarten biblischen Ort Daberat benannt. Daberat befand sich am Fuße des Berges Tabor und kontrollierte den Zugang zur Jesreelebene. Flavius Josephus, der den Ort Dabaritta oder Darabitta nannte, beschrieb eine dort stationierte Militärgarnison.

## Persönlichkeiten
- Amram Mitzna, israelischer Politiker, 1945 im Kibbuz Dovrat geboren